# Bosque de frondosas de Europa occidental
El bosque de frondosas de Europa occidental es una ecorregión de la ecozona paleártica, definida por el WWF, que se extiende por el interior de Europa Occidental.

## Descripción
Es una ecorregión de bosque templado de frondosas que ocupa 492.300 kilómetros cuadrados en Europa Occidental, desde el extremo suroeste de Polonia, a través del oeste de la República Checa, el norte de Austria y de Suiza, el centro y sur de Alemania, la totalidad de Luxemburgo, el extremo sur de los Países Bajos y el sureste de Bélgica, hasta el noreste y centro-sur de Francia y España.
Forman parte de esta región el Macizo Central de Francia, el Jura, las mesetas del centro de Alemania y de Baviera y el macizo de Bohemia.

## Flora

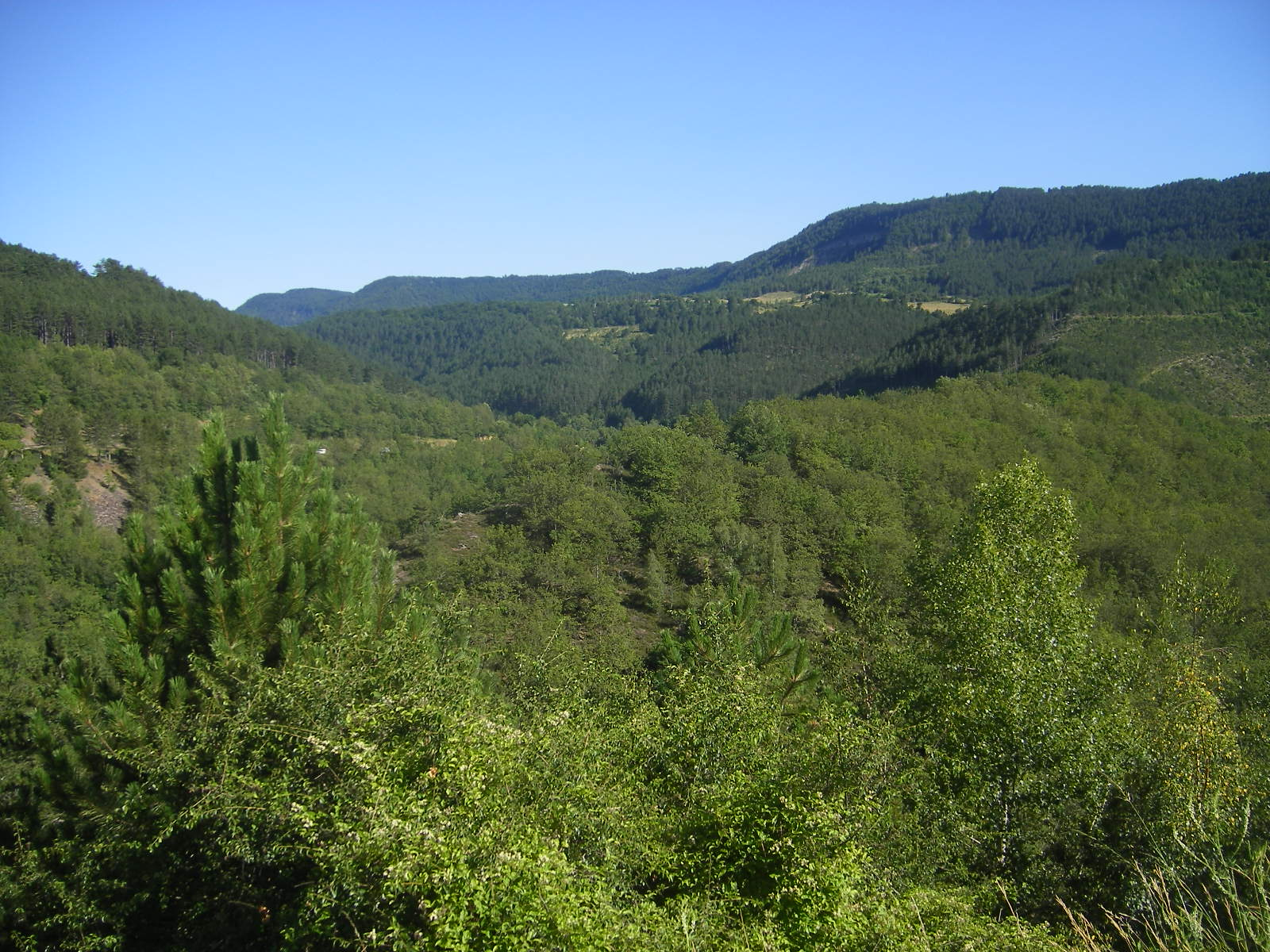
FR-48-Col de la Tourette1

La flora original está constituida esencialmente por hayedos, aunque también hay áreas de flora submediterránea.

La vegetación que predomina en esta zona es el bosque mixto de planifolias y coníferas.
Las especies vegetales dominantes son el haya y las coníferas, así como las gramíneas, el musgo y los helechos. De esta forma se distinguen entre cuatro regiones:

- Bosque de frondosas de Europa Occidental en las tierras altas del Oeste.
- Bosque mixto de Panonia en el Sureste.
- Bosque de Montato de los Cárpatos en el extremo Este.
- Bosque mixto de Europa Central en el resto del país.

## Fauna
Hay una gran variedad de aves, pero la mayor parte de los grandes mamíferos están en retroceso.

Las especies silvestres más típicas de la República Checa son: las liebres, nutrias y las martas.

En los bosques, lo más frecuente de encontrar son: los faisanes, perdices, jabalíes, gansos y patos, aunque también se pueden observar águilas, garzas y osos pardos.

## Estado de conservación
En peligro crítico. La región lleva habitada miles de años, contiene grandes ciudades, como Lyon, Nancy y Múnich, y ha sido transformada en su mayor parte en terreno agrícola.

## Clima
La República Checa se encuentra situada en la zona templada, donde las cuatro estaciones que se desarrollan tienen aproximadamente la misma duración. Los veranos no son demasiado calurosos y los inviernos son más bien moderados.

El clima más típico de esta zona es el continental húmedo porque se encuentra alejado de los océanos y a sotavento de los vientos dominantes. Los centros de acción son el frente polar (encargado de llevar masas de aire polar marítimo) y es el responsable de la mayor parte de las lluvias, y en verano, el viento tropical marítimo.

El anticiclón siberiano predomina durante la estación invernal que cuando se encuentra en su máximo desarrollo llega trayendo masas de aire polar continental muy frías y secas.

- Precipitaciones: Son moderadas, acercándose al límite de la escasez, oscilan entre los 500-600 mm anuales, siendo el verano la estación donde se encuentran las mayores precipitaciones.
- Temperatura:Con carácter general son muy bajas, con inviernos fríos y veranos frescos y lluviosos, aunque también pueden existir los periodos de altas temperaturas y calor. La oscilación térmica anual supera los 20 °C, siendo -2 °C de enero (el mes más frío) y los 20 °C de julio (el mes más cálido).[2]